# Stazione di La Courneuve - Aubervilliers
La stazione di La Courneuve - Aubervilliers (in francese Gare de La Courneuve - Aubervilliers) è una stazione ferroviaria situata nel comune di La Courneuve, nel dipartimento della Senna-Saint-Denis. Serve anche la vicina cittadina di Aubervilliers.

## Storia
La stazione fu attivata nel 1885 con il nome Aubervilliers - La Courneuve.

## Movimenti
La stazione è servita dai treni della Linea RER B.